# Puck (satèl·lit)
Puck és un satèl·lit relativament petit d'Urà, també anomenat Urà XV, és el més gros dels satèl·lits interiors d'Urà, sense tenir en compte el satèl·lit Miranda.
Va ser descobert per la sonda espacial Voyager 2 quan va passar per aquest planeta gasós, l'any 1985. Al principi, se li va donar la designació provisional de S/1985U1, però després, com tots els satèl·lits d'Urà, se li va posar noms provinents de novel·les del cèlebre escriptor anglès William Shakespeare o dels poemes d'Alexander Pope. En aquest cas, se li va posar en honor d'un personatge de Shakespeare, que representava un follet trapella, també present en la mitologia celta.
S/1985U1 és un món relativament petit i gelat, (64 K), que orbita a una 86004 km d'Urà,tocant els anells, entre dos satèl·lits anomenats Pòrcia i Miranda. És un dels satèl·lits d'Urà més foscos, amb tan sols una albedo de 0,07, amb una magnitud aparent també pràcticament inapreciable; 20,2.
Puck, que només té 162,05 km de diàmetre, és el setè satèl·lit en mida d'Urà,i un dels que coneixem millor. Aquest fred món està format principalment per gel i carboni. La seva quasi-circular òrbita és completada en menys d'un dia, concretament, en 18 h.